# Вечірка (телесеріал)
«Вечірка» — український комедійний телесеріал про любов, пригоди й необдумані вчинки. Автор ідеї — Гарік Бірча. 
Перший показ першого сезону телесеріалу відбувся 12 лютого 2018 року на телеканалі ТЕТ й тривав до 16 лютого 2018 року. 
Перший показ другого сезону що отримав назву «Вечірка. » відбувся 17 грудня 2018 року на телеканалі ТЕТ й тривав до 09 грудня 2018 року. 
Перший показ третього сезону відбулася 25 листопада 2019 року. й тривав до 6 грудня 2019 року.

## Задум
За сюжетом серіалу, є двоє нерозлучних друзів. Одному з них дуже сподобалась дівчина, а інший — допомагає товаришу завоювати її серце. Вони влаштовують грандіозну вечірку, видаючи себе за мажорів. Для цього прокрадаються в заміський будинок депутата, який втік за кордон. Шампанське і господар будинку, що несподівано повернувся, роблять цю вечірку незабутньою. 

## У ролях
| Персонаж      | Актор            | Сезони            | Сезони               | Сезони            |
| Персонаж      | Актор            | 1                 | 2                    | 3                 |
| ------------- | ---------------- | ----------------- | -------------------- | ----------------- |
| Дімон         | Гарік Бірча      | Основний персонаж | Основний персонаж    | Основний персонаж |
| Жека          | Михайло Досенко  | Основний персонаж | Періодичний персонаж | Гість             |
| Аліса         | Настя Цимбалару  | Основний персонаж | Періодичний персонаж | Гість             |
| Діана         | Ліза Любимова    | Основний персонаж | Основний персонаж    | Основний персонаж |
| Яна           | Ольга Сидорченко | Основний персонаж | Основний персонаж    | Основний персонаж |
| Руслан        | Сергій Анипченко | Основний персонаж | Основний персонаж    | Основний персонаж |
| Арсеній       | Павло Кружнов    | Основний персонаж | Не з'являється       | Не з'являється    |
| Таня          | Наталка Кобізька | Не з'являється    | Основний персонаж    | Основний персонаж |
| Іван Іванович | Олександр Ярема  | Не з'являється    | Основний персонаж    | Основний персонаж |

## Список епізодів
| Сезон | Сезон | Епізоди | Оригінальні покази | Оригінальні покази |
| Сезон | Сезон | Епізоди | Прем'єра           | Фінал              |
| ----- | ----- | ------- | ------------------ | ------------------ |
|       | 1     | 12      | 12 лютого 2018     | 16 лютого 2018     |
|       | 2     | 20      | 17 грудня 2018     | 29 грудня 2018     |
|       | 3     | 20      | 25 листопада 2019  | 6 грудня 2019      |

Перший сезон
| Сезон | Епізод | Сюжет |
| ----- | ------ | --- |
| 1     | 1      | Жека і Дімон найкращі друзі. Разом вони працюють звичайними автомеханіками на одному з підпільних СТО. За щасливим збігом обставин, у їх автомайстерню приїхали троє подруг, щоб привести в порядок своє розкішне авто. Жека закохується в одну з них, а Дімон вирішує допомогти другу привернути увагу красуні. Хлопці видають себе за мажорів і влаштовують грандіозну вечірку. Для цього вони прокрадаються в заміський будинок депутата, який втік за кордон. |
| 1     | 2      | Щоб справити враження на пафосних красунь, Женя і Дімон прокрались у заміський будинок депутата, який втік за кордон. У будинку спрацювала охоронна сигналізація. На виклик одразу приїхали копи. |
| 1     | 3      | Увечері компанія влаштувала кемпінг біля басейну. А на ранок Дімон і Яна прокинулися разом в одному наметі. Дівчата хочуть довідатися про всі подробиці їх ночі. Женя шукає спосіб, як попросити вибачення у Аліси за прикрий випадок. |
| 1     | 4      | Ледве прокинувшись після шаленої вечірки, дівчата вирішують, що пора збиратись додому. Хлопці не хочуть так швидко відпускати нових знайомих. Тим паче, що Женя досі не зізнався Алісі у своїх почуттях. У Дімона з'являється хитрий план! Він пропонує зазіхнути на найдорожче, що є у дівчат — йоркширського тер'єра Річі. Вечірка продовжується... |
| 1     | 5      | Дімон знайшов у депутатському будинку рушницю і захотів постріляти по тарілках. Виявилося, що Діма не дуже влучний стрілець. На задньому дворі у басейні друзі знайшли тіло кур'єра з доставки піци. |
| 1     | 6      | Дівчата зібралися додому. Щоб затримати їх, Дімон збрехав, що у Жеки сьогодні день народження. Заради такого свята, подруги погоджуються залишитися ще на одну ніч. Разом друзі вирішують подарувати імениннику стриптиз. |
| 1     | 7      | Дімон і Жека посварилися. Дімон пішов шукати Річі і натрапив на винний льох у будинку депутата. Хлопець поцупив кілька пляшок найдорожчого вина, аби підпоїти Діану. Яна втопила у басейні свій телефон. |
| 1     | 8      | Дімон побився об заклад з хлопцями, що сьогодні переспить з Діаною. Йому потрібно дуже постаратися, тому що цього разу дівчата налаштовані серйозно і вже збирають речі додому. |
| 1     | 9      | Після запальної ночі разом, Діана закохалася в Дімона. Але хлопець не готовий до серйозних стосунків і думає, як красиво її кинути. А ввечері на вечірку приїхав хлопець, з яким у Аліси має бути весілля. |
| 1     | 10     | Додому неочікувано повернувся господар будинку. Депутат-втікач займається наркобізнесом і давно "висить" борг одному наркобарону. Хлопців та дівчат закрили в підвалі і збираються продати на органи. |
| 1     | 11     | Тільки-но компанія тусовщиків розібралася з небезпечними наркоділками, як на їхні юні голови звалилася ще одна проблема — Сеня. |
| 1     | 12     | Вечірка скінчилася. Поліція затримала наркодільців, а хлопців відпустили додому. Яна прийшла до Жені з поганою новиною: Аліса виходить заміж. Дімон їде на весілля Аліси, щоб побачитись з Діаною, та освідчитись їй у коханні. Друзям вдалося викрасти Алісу,І вони тікають у село до діда Жеки. |

Другий сезон
| Сезон | Епізод | Сюжет |
| ----- | ------ | --- |
| 2     | 1      | Втеча, гроші, компанія друзів. Ні, так починаються не тільки голлівудські бойовики. На ТЕТ розпочався другий сезон серіалу “Вечірка”. Дімон з Діаною, Женя з Алісою і Руслан з Яною готові запалити найяскравішу вечірку сезону, тепер на новому місці. |
| 2     | 2      | Тільки герої “Вечірки” вибралися з покинутого глибокого колодязя та отримали надію на комфортне житло, село принесло їм нове випробування. Випробування на ім’я Найда. Тепер той, хто насмілиться спробувати дістатися до гарячої ванни, може перетворитися на опудало в прямому сенсі цього слова. Що вигадають хлопці цього разу, щоб потрапити до хати? |
| 2     | 3      | Зустріч з рідним дідусем після того, як ви роками не бачилися, — це завжди хвилююче. Особливо якщо дід вже кілька років як помер. А хто ж тоді наставляє на компанію рушницю? Може, привид? Хоча Яна навряд чи зверне на це увагу: якщо в селі немає інтернету, тоді навіщо взагалі це все? |
| 2     | 4      | Якщо гроші дуже довго не витрачати, вони можуть самі перейти до іншого власника. Дід Жеки точно знає, як найкраще витратити статки компанії. Але навряд чи це сподобається Дімону та іншим. У четвертому епізоді “Вечірки” на героїв чекають не лише спокуси грошима. Невже Руслан знайшов нове кохання на сайті знайомств і хоче покинути Яну? |
| 2     | 5      | Як довго можна жити вдалині від цивілізації, якщо ти звик до комфортних умов та "лакшері" сервісу? Очевидно, недовго. От і наші герої вирішили, що пора вже брати пакунки грошей у руки і тікати подалі від похиленого паркану та туалету на вулиці. За традицією, спочатку треба випити на коня. А де кінь — там і ціла упряжка. |
| 2     | 6      | Кажуть, що всі проблеми на світі — від грошей. Не знаємо, чи у всіх так, але у героїв “Вечірки” — точно. Тому що гроші начебто є, але витрачати їх нікуди. А коли вони раптово зникають — треба терміново повертати їх назад. А тим часом Діані та Яні терміново потрібно потрапити в салон. Інакше дівчата остаточно посваряться через поганий педикюр та розширені пори на обличчі. |
| 2     | 7      | Кохання на все життя чи лише на сезон? Здається, Дімон вже не такий впевнений у своїх почуттях до Діани. Виявилося, що в селі може бути навіть більше спокус, ніж у місті. А для Жекиного діда настала алкогольна люстрація: Дімон знайшов його запаси алкоголю і повністю їх вилучив. Та цей чоловік не пропаде, життя в селі навчило пристосовуватися до різних умов. Тим часом Діана намагається поголити ноги і при цьому без них не залишитися, а Дімон відкриває нову сторону сільського життя. |
| 2     | 8      | Невже Руслана приворожила Надя? Яні доведеться перерити увесь інтернет, щоб знайти засіб боротьби з приворотом. Якщо вже не стало занадто пізно. Ох і помиляється той, хто каже, що сільське життя нудне та одноманітне. Герої “Вечірки” в селі почали відкриватися з нової сторони. От Діана точно побачила Дімона з нового боку. А що Дімон? Чи витримає він втрату довіри своєї коханої? |
| 2     | 9      | Сільська дискотека закінчилася — час розплачуватися за вечірні розваги похміллям. Хтось прокинувся в чужому ліжку, комусь доведеться прибирати сміття, а є й ті, хто взагалі вирішив змінити орієнтацію. Так, недарма ж у рекламі кажуть: “Споживай відповідально”. А селом тим часом проходить золота лихоманка. Точніше, доларова. На що готовий Дімон, щоб знайти втрачений скарб? |
| 2     | 10     | Якщо ти розчарувалася в одному чоловікові, знайди собі іншого і пірнай у вир з головою. Навіть якщо цей чоловік міг би бути твоїм дідусем. Адже коханню немає меж. Вікових так точно. Чи зважиться Діана на такий крок? Тим часом від Яни жодної звісточки. Підозріло, як для людини, що залежить від інтернету. Усе змішалося в домі Облонських. |
| 2     | 11     | Як визначити, справжній чоловік з тобою чи ні? За кількістю татуювань, розміром домашнього улюбленця чи, може, за вмінням затримувати дихання під водою? Діана точно не впевнена, але твердо зібралася влаштувати Дімону перевірку на мужність. А тим часом стосунки Наді та Руслана стають все більш заплутаними: які ще таємниці приховує ця загадкова жінка? |
| 2     | 12     | Так, виявляється вислів “або мені, або нікому” може набути дійсно прямого сенсу. Тепер Дімон під загрозою розправи повинен ніжно кохати Надю. Та й у стосунках Дімона й Діани і далі йде все шкереберть. Аж так, що це становить загрозу для життя Діани. Чи зможе Дімон врятувати дівчину своєї мрії? |
| 2     | 13     | За кохання треба боротися до останньої краплі крові — так вирішили Діма з Іваничем і пішли шукати місце для дуелі. Хоча щось їм постійно не щастить: то галявина недостатньо кругла, то дерево поруч не дуже героїчне. Так, важко чоловікам проявити своє кохання до Діани. А що Руслан? Ну, як то кажуть: живий — і то добре. А все інше — вже деталі. |
| 2     | 14     | Вагітна чи не вагітна — ось у чому питання. В селі є дуже багато способів це визначити, але жоден з них не пов’язаний з УЗД, тестами чи іншими лікарськими методами. А от поїдання огірків, саджання цибулі та дегустування різного непотребу — це саме те, що потрібно. Діані доведеться помучитися, щоб довести Дімону, що вона вагітна. Чи все-таки ні? |
| 2     | 15     | “Вагітність — це дуже неочікувано. Як відром по довбні!” — або тисяча і одна цитата Дімона. Хлопець не дуже зрадів результатам тесту на вагітність. Мабуть, його не попереджали, що від зв’язку між чоловіком та жінкою бувають діти. Що ж, тепер він дізнався про це на практиці і чкурнув у кущі. Як Діана впорається з підготовкою до материнства на самоті? |
| 2     | 16     | Дівич-вечір — бомбезна ідея, якщо на нього не зберуться ворогині. В такому випадку все може закінчитися кровопролитно. Дівчата та хлопці розділилися: Дімон з Іваном Іваничем рятуються від сільської мафії, а Яна з Діаною намагаються вийти з “дружнього” прийому від Наді цілими. Руслан взагалі зник незрозуміло куди. Залишив Яну та Надю один на один. У хід іде навіть холодна зброя. |
| 2     | 17     | “Як визволити дівчат від цих сільських орків?” – такий зараз головний біль у Дімона. Хоча, може дівчата не будуть корчити з себе принцес і визволяться самі? В будь-якому випадку, треба поспішити – терпіння у травобарона залишилося зовсім трохи і скоро він почне мститися за втрачені гроші. |
| 2     | 18     | Якщо ти один раз зв’язався з сільською мафією, будь готовий, що це надовго. Незважаючи на відчайдушні спроби чоловіків врятувати Діану та Яну, вони все ще в полоні. А грошей як не було, так і нема. Порятунок ускладнюється неочікуваним поворотом подій. На що здатний Дімон, щоб витягнути дівчат із полону і до чого тут чоловік Наді? |
| 2     | 19     | Якщо хочеш перемогти злодія — думай, як злодій. Чоловіки вирішили вдарити по травобарону його ж зброєю. Тим часом Яна, Аліса та Діана не можуть вирішити, хто з них найкрасивіша і під впливом викрадачів погоджуються на імпровізований конкурс краси. Що переможе: жіноча дружба чи жіноча цікавість? |
| 2     | 20     | Визволили дівчат — час визволяти Дімона! Але спочатку треба всіх переконати, що Діану він не покинув і досі її любить. Чи може під впливом сільського барона він вже змінив свою думку і з радістю вступить у вузи шлюбу? Все змішалося в домі Облонських. Але фінал сезону розставить речі на свої місця. |

Третій сезон
| Сезон | Епізод | Сюжет |
| ----- | ------ | --- |
| 3     | 1      | Батько Діани незадоволений зятем. Він вважає, що Дімон ні на що не здатен, адже у свої молоді роки тесть вже заробив перший мільйон. Вагітна Діана не збирається йти від батька своєї майбутньої дитини. Але й Дімон не хоче жити під постійними тиском. Хлопець має ідею, як завоювати довіру тестя, він збирає друзів, щоб поділитися нею.                                                                          |
| 3     | 2      | Дімон витратив усе подароване Іваном Івановичем золото на недобудований посеред моря готель. Окрім того, що ззовні локація зовсім не схожа на ту, яку Діма побачив на фото, так ще й ріелтор-аферист продав її двом різним людям. На щастя, інший покупець погодився без судових справ віддати друзям горе-нерухомість. Однак він вимагає, щоб йому повернули гроші.                                                  |
| 3     | 3      | Щоб підвищити попит на готель, Яна захотіла намалювати Руслана в стилі ню. Але хлопець, схоже, не так зрозумів пропозицію дівчини усамітнитися на безлюдному пляжі. Руслан категорично проти позувати голяка. Він ображається і йде геть. А тим часом Діма і Діана ламають голову над тим, як назвати готель. |
| 3     | 4      | У готель прилетів Іван Іванович, і друзі дуже раді його неочікуваному візиту. Хоча чоловік вже у літах, його життєлюбності та енергійності позаздрить кожен. За розмовою Іванович з Дімоном побилися об заклад на гроші через стать майбутньої дитини. Але дізнатися одразу, кого народить Діана - дівчинку чи хлопчика, не так вже й легко. Молода мама не хоче робити УЗД. Але у Дімона є план, як вмовити дружину. |
| 3     | 5      | Дімон дізнався, що він щасливий батько двійні. На честь цієї радісної новини, Дімон вирішив влаштувати вечірку. А яка ж вечірка без їжі та напоїв? Саме тому друзі збираються відкрити у своєму готелі ресторан. А Яна і Діана розпочинають боротьбу за місце шеф-кухаря. |
| 3     | 6      | Дімон погодився допомогти Івану Івановичу знайти жінку. А Руслан сказав Діані, що її чоловік пішов на пляж клеїти дівчат. Майбутня мама у нестямі від люті. Діана збирає речі і повертається додому... |
| 3     | 7      | Хтось із гостей залишив у матрасі 2 мільйони гривень. Друзі вже роздумують над тим, як витратять знайдені гроші: Яна купить дорогий модний телефон, а Діана одягатиме своїх діток у якісні брендові речі. Та всі їхні плани зіпсував Дімон. Навчений минулим гірким досвідом, Діма заборонив будь-кому наближатися до тих грошей.                                                                                     |
| 3     | 8      | У друзів знову неприємності. Їхньому бізнесу загрожує сусід. Чолов'яга давно в готельному бізнесі і йому не потрібні конкуренти. Тож, якщо Дімон з командою не поїдуть з узбережжя вже сьогодні, на них чекають великі неприємності. |
| 3     | 9      | Виявляється, готель, який купив Діма весь у боргах. Тепер друзі повинні сплатити усе, що лишилося від попереднього власники, до останньої копійки. Іван Іванович нагадав про матрац, у якому схований мільйон. Але Діма і зараз не відходить від своїх принципів, і нікому не дозволяє чіпати чуже. |
| 3     | 10     | У готель приїхала Таня. Та сама, яка наказувала розстріляти наших героїв і хотіла у Діани відбити Дімона. Друзі налаштовані категорично проти того, щоб ця дівчина лишалася у їхньому готелі. Але Дімон дозволяє Тані заночувати... |
| 3     | 11     | Конкуренти влаштували дискотеку, і погуляли так, що Дімону довелося прибирати і на своїй території. Щоб помститися конкурентам, друзі домовляються зробити грандіозну вечірку. Яна запропонувала відсвяткувати Новий рік, адже влітку такого ще ніхто не робив. |
| 3     | 12     | Таня намагається різними способами відбити Дімона, але розсварити подружжя, яке пройшло разом чимало випробувань, не так вже й просто. А от Яна з Русланом мало не посварилися через ноутбук. Все таки важко, коли один ноутбук на всіх. Янка твердо вирішила, що потрібно купити собі особистий. Але за які гроші?                                                                                                   |
| 3     | 13     | У Gold Rich Hotel приїхав впливовий турецький бізнесмен. Він хоче купити цей готель, щоб на його місці побудувати великий розважальний комплекс, і готовий запропонувати вигідні для власників умови. |
| 3     | 14     | У готелі зникло світло. Тепер усі потерпають від спеки і переїдання, тому що Діана змушує їсти усі продукти з холодильника, щоб вони не зіпсувалися. Іван Іванович познайомився на сайті знайомств з дівчиною, сьогодні у нього з нею перше побачення. А Таня приготувала чергову капость, щоб знову посварити Діану з Дімою.                                                                                         |
| 3     | 15     | Іван Іванович зібрав друзів для важливого оголошення. Сьогодні він приведе свою молоду коханку – Кароліну, якій напередодні сказав, що цей готель – його будинок. Залівалич просить друзів підіграти. Та чи погодиться Дімон? Яна нарешті купила собі ноутбук, але за які гроші – не признається. |
| 3     | 16     | Gold Rich Hotel знову погрожують знести. Дімон і Руслан готувалися до самооборони дідівськими методами. Але дівчата наполягли, щоб Дімон пішов до посадовця на ділові переговори та вмовив не зносити їхній готель. |
| 3     | 17     | Іван Іванович привів молоду коханку у свій номер. Але Кароліна виявилася дуже примхливою панянкою і забажала номер люкс. Яна і Роман досі ображаються одне на одного. Діана придумала, як примирити пару - вона знайшла для них спільне заняття з користю для готелю. Дімона розшукали двоє приятелів, яким він заборгував кругленьку суму, і вимагають негайно ж віддати борг.                                       |
| 3     | 18     | У друзів відібрали готель. Усім не хочеться залишати справу, у яку вкладено стільки сил, не закінченою. Та й Дімону не можна програти спір з тестем. Хлопець пропонує тимчасово заселитися в сусідський готель, аби обдумати план повернення Gold Rich Hotel. Кароліна остаточно сказала Івановичу "Прощавай". |
| 3     | 19     | Друзям знову доводиться ночувати в палатках посеред глухого лісу. Готель забрали двоє колишніх приятелів Дімона, яким той так і не повернув борг. Між дівчатами і хлопцями знову виникла сварка. Діана дорікнула Дімону, що він не поводить себе, як справжній чоловік. Щоб довести зворотнє, хлопці обіцяють дівчатам добути їжу.                                                                                    |
| 3     | 20     | Загарбники готелю взяли в заручники Івана Івановча, і погрожують друзям вбити його, якщо ті викличуть поліцію. У Діана з з'явилася ідея, як звільнити Івановича. Потрібно запропонувати бандитам щось у обмін. Але що? |